# Ferdi Elsas

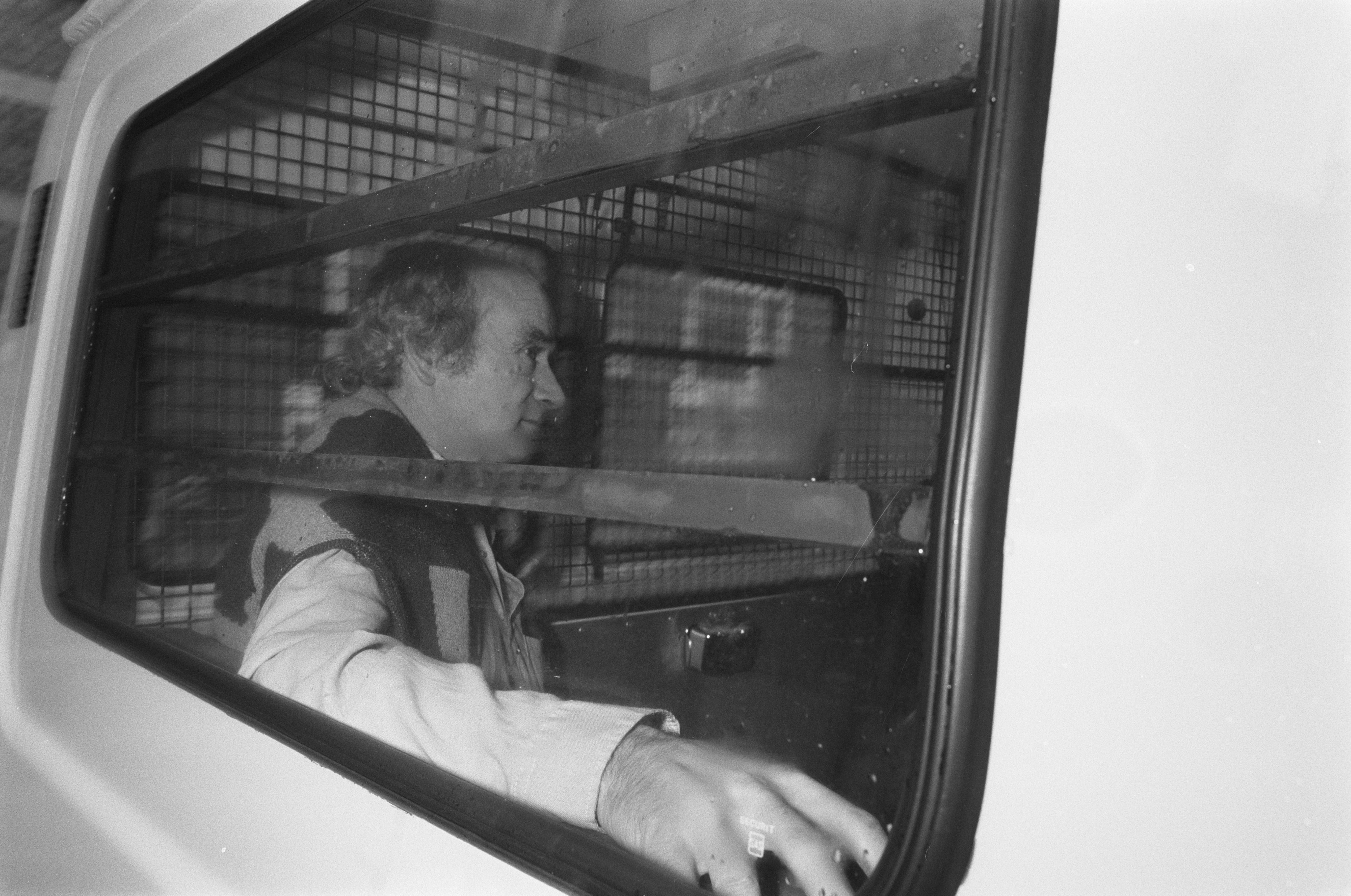
Ferdi Elsas in een arrestantenbus bij aankomst bij de rechtbank te Haarlem, 14 juli 1988

Paul Robert Ferdinand (Ferdi) Elsas (Oosterbeek, 6 september 1942 – Zutphen, 3 augustus 2009) was een Nederlandse ingenieur die bekend is geworden als de ontvoerder en moordenaar van Ahold-directeur Gerrit Jan Heijn. Voor deze misdaad, die in september 1987 plaatsvond, werd Elsas in 1988 tot 20 jaar cel en tbs veroordeeld, nadat levenslang was geëist.

## Levensloop
Elsas was een afgestudeerd ingenieur in de studierichting vliegtuigbouw aan de Technische Universiteit Delft. Tijdens zijn studie was Elsas lid van het Delftsch Studenten Corps.
Op 22 juli 1983 werd Elsas ingehuurd door Stichting Banenplan Nijmegen. Primair doel in deze tijd van hoge werkloosheid was het creëren van banen. Nijmegen zocht 'trekkers', mensen die intelligent waren en banen konden creëren. Het was bekend dat Elsas een moeilijke man was die niet in een hiërarchische structuur kon werken; iemand die wel collegiaal was, maar zware problemen met gezagsverhoudingen had. De aimabele Elsas toonde zich een zeer creatief man en had briljante ideeën. Een van die ideeën was om oude octrooien bij universiteiten 'los te peuteren' en daaromheen een nieuwe baan te creëren. Ook kreeg hij een enorme subsidie los van het Ministerie van Sociale Zaken en bedacht hij een slimme constructie. Het ministerie keerde alleen subsidies uit aan stichtingen, dus richtte hij de BV Nieuwe Banen op, waarvan Elsas directeur en de enige aandeelhouder was. De stichting betaalde vervolgens aan de BV. Hij kreeg van Stichting Banenplan een salaris van 12.000 gulden bruto per maand, inclusief een auto van de zaak en een onkostenvergoeding voor het traject Landsmeer-Nijmegen. Dat was in die zorgelijke jaren tachtig veel geld. Hij was feitelijk een soort consultant met een vast inkomen. Toch sloot Nijmegen met ingenieur Elsas een honorarium- of adviseursovereenkomst af, omdat de gemeente op resultaat gericht was, gefixeerd op effecten, namelijk het creëren van banen. En Elsas was daar goed in.
Na ruim twee jaar goed samengewerkt te hebben, trokken de bestuursleden, Uijen, Droppert, Groen en Wijte, zich opeens terug uit de stichting. Het laatste besluit dat genomen werd, was het stopzetten van de subsidieaanvraag bij het Ministerie van Sociale Zaken. Er werd een nieuwe stichting opgericht, zonder Elsas, en deze vroeg en kreeg dezelfde subsidie van het ministerie. Elsas was woest. Zíjn project was hem afgepakt. Elsas voerde vele processen, maar trok aan het kortste eind.
In de zomer van 1987 had hij enkele mislukte carrièrestappen achter de rug en zat hij al maanden zonder werk. Hij en zijn vrouw, de beeldend kunstenares Els Hupkes, hadden te kampen met financiële moeilijkheden, omdat diverse schuldeisers onmiddellijke betaling eisten. Bovendien had Elsas, zo stelde hij later, veel geld nodig voor wraakacties die hij hoopte uit te voeren op de vier voormalige bestuursleden van de Stichting Banenplan Nijmegen.

## Ontvoering en moord op Gerrit Jan Heijn
Elsas besloot tot een ontvoering over te gaan. Die bereidde hij zo nauwkeurig voor, dat forensische experts tot aan de ontknoping een goed georganiseerde criminele bende achter de ontvoering vermoedden. In werkelijkheid wist zelfs Elsas' vrouw niet van de plannen en evenmin van de uitvoering, al had ze wel redenen tot argwaan, zoals ze in 2000 onthulde in haar autobiografische roman De kleine Britt; het leven na de overval.
Elsas koos als slachtoffer Gerrit Jan Heijn, van wie wordt vermoed dat hij die weleens ontmoet heeft. Kort voor de ontvoering kwam hij tevens tot het besluit de ontvoerde te vermoorden. In verband daarmee verklaarde hij later: Ik heb een hok gemaakt in het bos, onder de grond. Maar dat bleek niet houdbaar. Ik kon het niet bemannen zonder dat mijn gezin argwaan zou krijgen. Na de ontvoering op 9 september 1987 bracht Elsas zijn slachtoffer naar de Veluwezoom. Daar wandelden en spraken ze, totdat Elsas zijn slachtoffer 's avonds doodschoot en begroef in de bossen bij landgoed Duno onder Doorwerth.

## Arrestatie

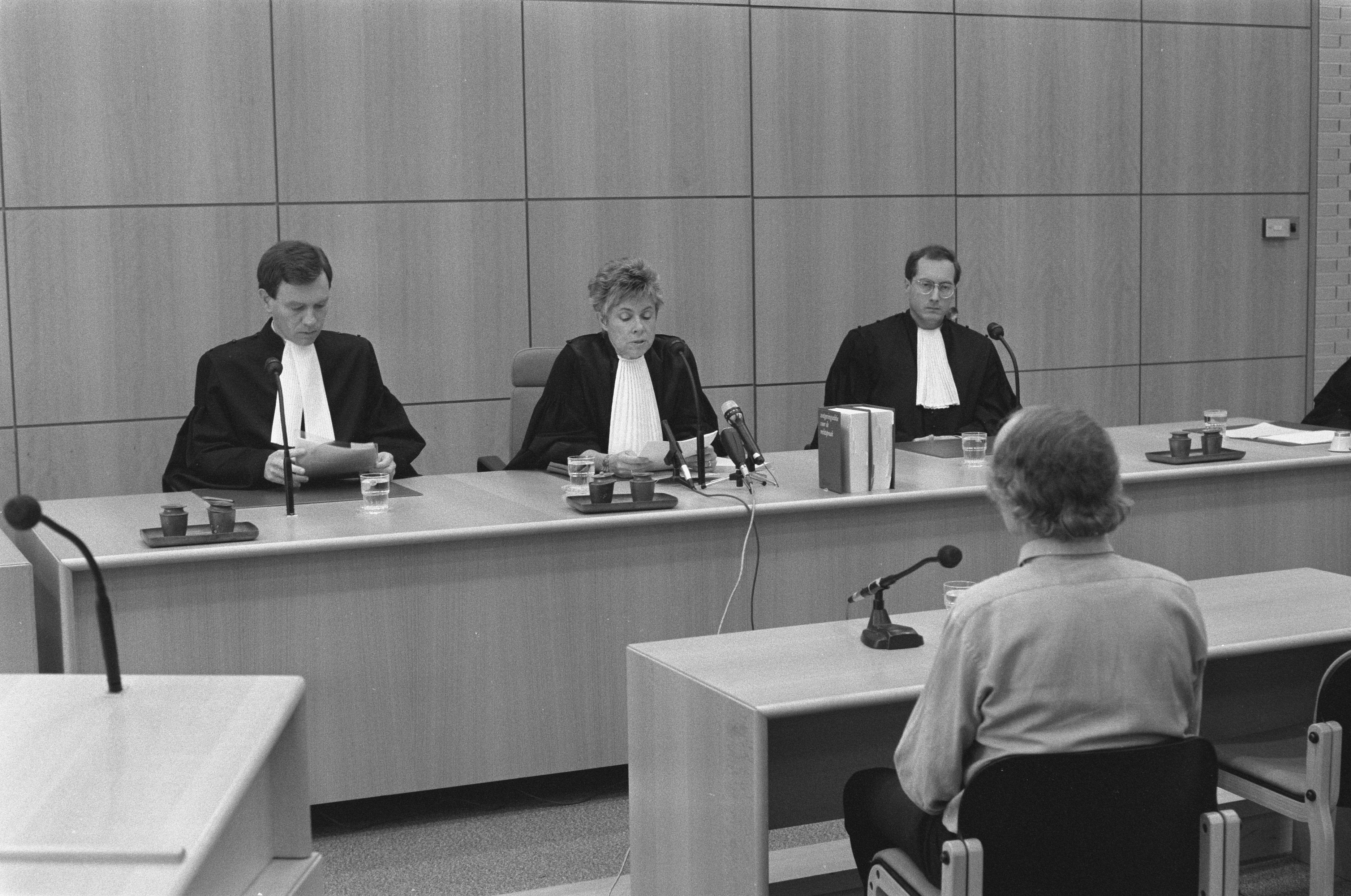
Elsas in de rechtbank (1988)

Op 6 april 1988 werd Elsas gearresteerd, na in februari een slijter betaald te hebben met een 250 gulden-biljet uit de serie van het losgeld. In hoger beroep werd hij in december veroordeeld tot 20 jaar gevangenisstraf en tbs. In augustus 2000 kreeg Elsas zijn eerste proefverlof. Hierbij werd hij gefotografeerd terwijl hij boodschappen deed bij een vestiging van Albert Heijn in Hoorn, waarna hij een rechtszaak aanspande wegens publicatie van de foto door het tijdschrift Panorama. Hij verloor deze zaak. Na een succesvolle tbs-behandeling en strafvermindering wegens goed gedrag, kwam hij in augustus 2001 vrij. Hij woonde na zijn vrijlating met zijn vrouw in de Achterhoekse plaats Ruurlo. Hank Heijn, de weduwe van Gerrit Jan Heijn heeft een brief aan Elsas geschreven en heeft laten weten de ontvoerder en moordenaar van haar man vergeven te hebben.

## Vrijlating en dood
Eind 2002 gaf Elsas een interview aan opinieweekblad Elsevier waarin hij verklaarde spijt te hebben van wat hij had misdaan.
Met hulp van advocaat Wim Anker kreeg hij 700.000 gulden achterstallige WAO/AAW die hij in de gevangenis was misgelopen. Naar eigen zeggen ging de helft hiervan naar loonbelasting en delen naar terugbetalen van bijstand en behandeling in de Van Mesdagkliniek.
In november 2006 werd bekend dat hij door het leven ging onder de naam Paul Elsas en met zijn vrouw in een woonboerderij in Ruurlo woonde. Nadat hij door enkele dorpsbewoners werd herkend als de ontvoerder en moordenaar van Gerrit Jan Heijn, ontstond grote beroering in de dorpsgemeenschap.
Op 3 augustus 2009 werd Elsas bij een verkeersongeval in Vorden op zijn fiets geschept door een graafmachine, waarna hij bij aankomst in ziekenhuis "Het Spittaal" in Zutphen op 66-jarige leeftijd overleed. Hij is gecremeerd in Crematorium Dieren.

## Film en televisie
In twee speelfilms wordt een vrije bewerking van de ontvoering van Gerrit Jan Heijn verbeeld:
- De langste reis (1996), regie: Pieter Verhoeff. Acteurs: Johan Leysen, Eric van der Donk, Han Kerckhoffs.
- The Clearing (2004), regie: Pieter Jan Brugge. Acteurs: Robert Redford, Willem Dafoe en Helen Mirren.

In 2019 maakten Tim Krabbé en Twan Huys de tv-documentaire De schrijver, de moordenaar en zijn vrouw, gebaseerd op een reconstructie van het misdrijf, bezoeken van Krabbé aan Ferdi Elsas in de gevangenis en Krabbé's persoonlijke fascinatie voor de zaak en de dader.